# バブルス
バブルス（Bubbles）は、長年にわたり歌手のマイケル・ジャクソンと一緒に生活したチンパンジーである。バブルス君の愛称で知られる。

## 経歴
バブルスは1983年にテキサス州の研究所で生まれ、実験動物として飼育されていたところをマイケルがペットとして引き取り、『リベリアン・ガール』などのミュージックビデオにも出演させた。1987年のバッド・ワールド・ツアーで来日時にも一緒に連れてきたため、一躍名が広く知られるようになった。来日時には大阪市役所を表敬訪問し大島靖市長から歓迎され、市長室でお茶を飲むシーンが話題となった。
その後、何年もの間バブルスはネバーランドで生活し、表には出てこなかった。そのため、一時は「他人に譲渡した」という噂や死亡説まで出ることになった。2003年に放映されたドキュメンタリー番組『マイケル・ジャクソンの真実 〜緊急独占放送 密着240日〜』のアウトテイクで、バブルスは40頭位いるチンパンジーのボスのように暮らしている。バブルスはマイケルの個人用トイレを使い、彼の部屋を掃除してくれたといっており、溺愛していた様子を語っていた。
『マイケル・ジャクソンの真実』のアウトテイクでバブルスを手放した理由として、マイケルは「当初から調教師に、チンパンジーにも人間の反抗期のような時期があり、力が強いために手放さなければならなくなるといわれていた。手放したことを後悔している。バブルスのためにアニマルパーティーを開きたい」とも語っていた。一方でTMZがチンパンジーの専門家ジェーン・グドールに聞いたところ、バブルスはマイケルのもとにいた頃に暴行を受けていた形跡があるとしている。また、マイケルの姉ラトーヤ・ジャクソンの元夫であるジャック・ゴードンは、マイケルがバブルスに暴行しているのを見たと証言していたとタブロイド紙のデイリー・ミラーは報じていた。しかしマイケル・ジャクソン財団はこれを否定している。グドールはチンパンジーは7・8歳頃になると危険になると指摘している。
バブルスは動物トレーナーであるボブ・ダンのカルフォルニアの牧場を経て、2005年にはフロリダ州の類人猿センターに移譲されており、2012年6月25日に放送された『世界まる見え!テレビ特捜部』にて存命である姿が放送された。2017年5月11日放送『ぐるぐるナインティナイン』において、34歳になった2017年時点でも類人猿センターで生活を続けていることが放送された。2024年時点でも類人猿センターで生存しており、マイケルの遺産管理団体から年2万7000ドルの資金援助がおこなわれているという。